# Cobert (construcció)

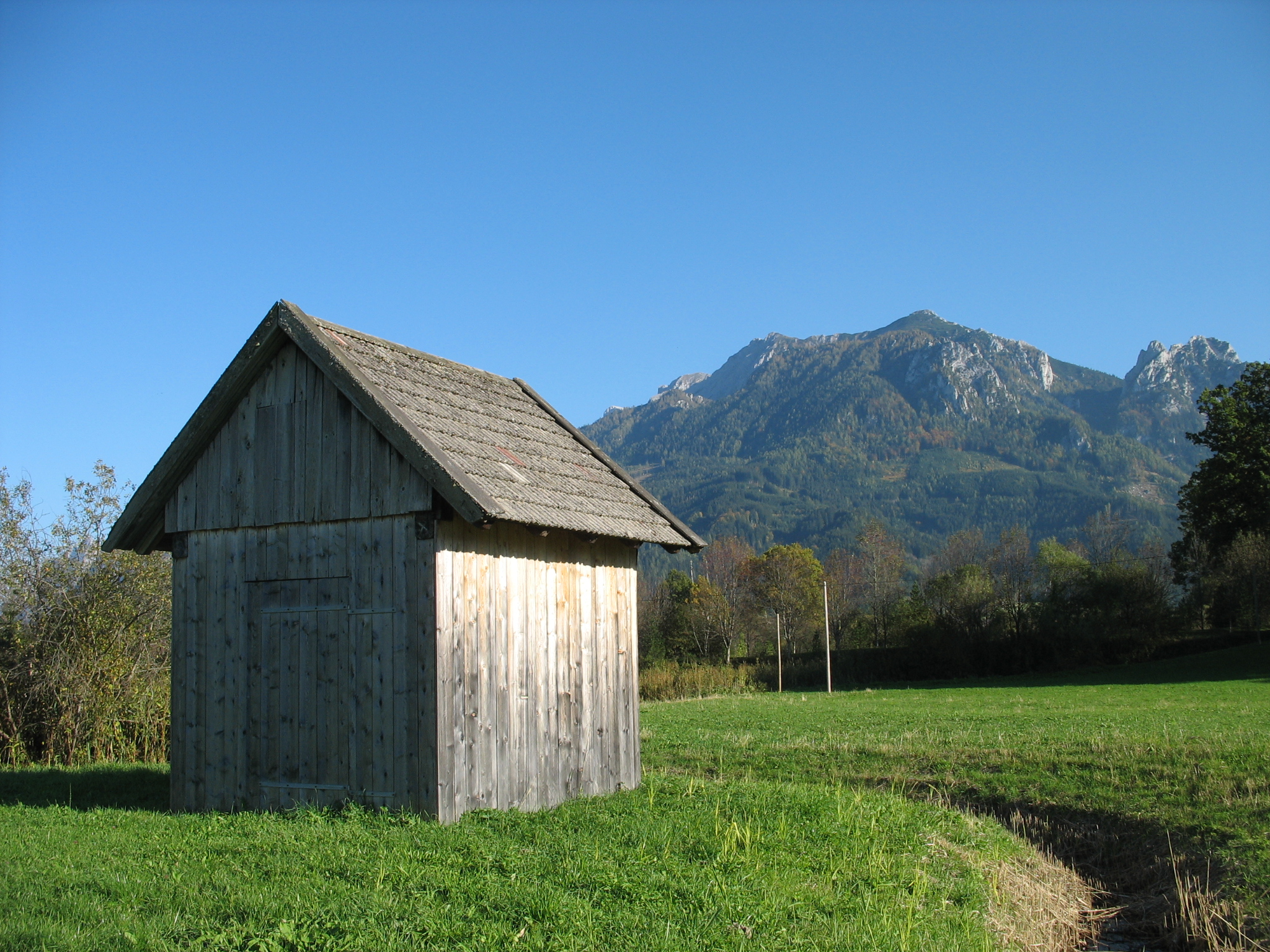
Un cobert rural

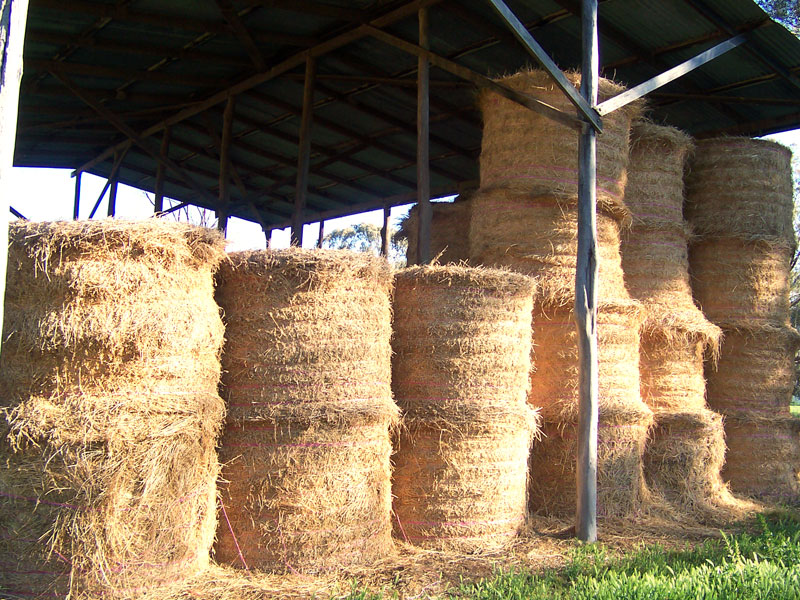
Un cobert de fenc típic d'Austràlia i Nova Zelanda

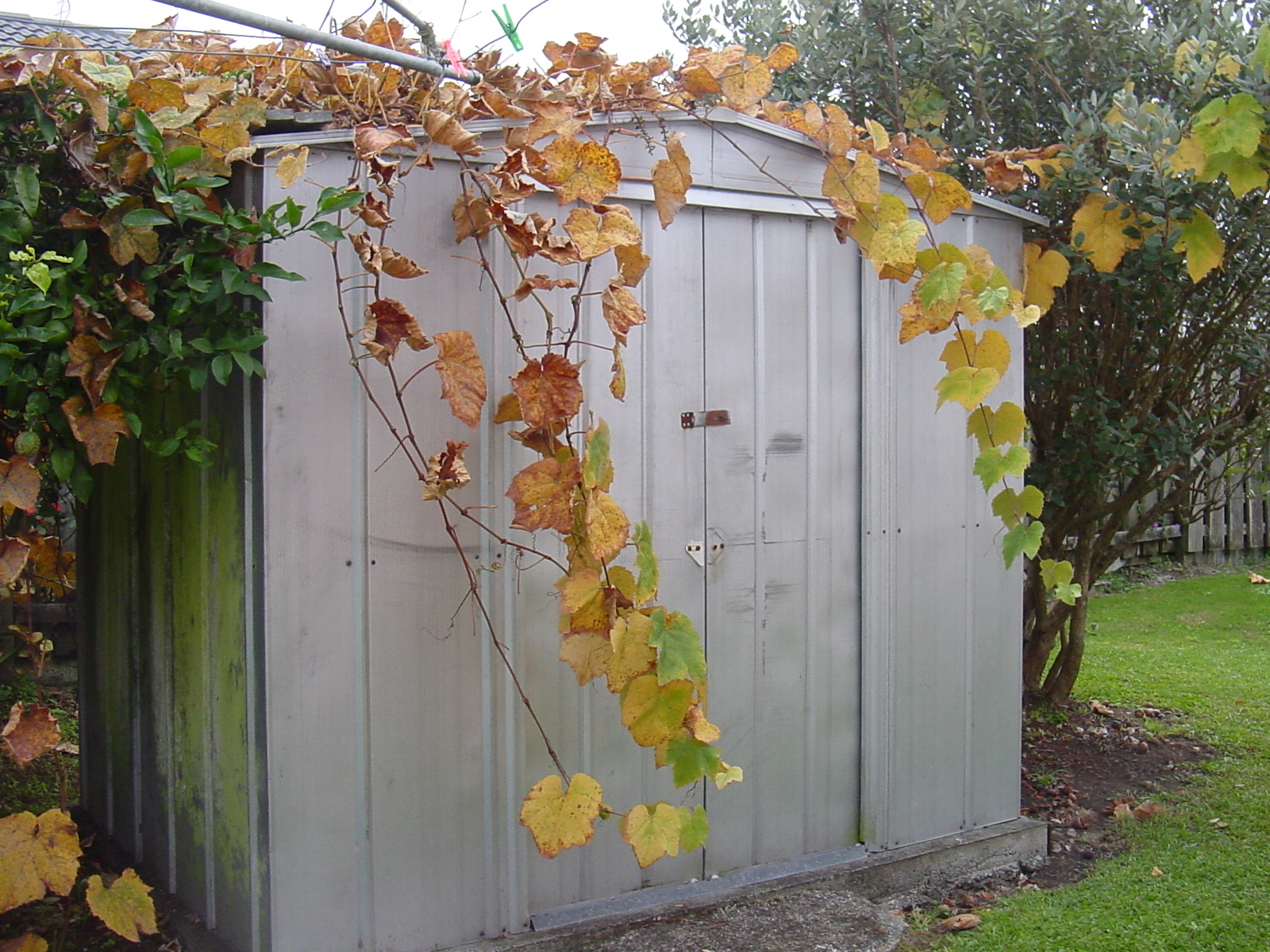
Cobert metàl·lic de Jardí

Un cobert és una construcció arquitectònica senzilla, generalment oberta pels costats, que serveix per protegir objectes, animals o espais de les inclemències meteorològiques. Sovint es construeix amb materials bàsics com fusta, metall o teules, i és habitual en àmbits rurals, agrícoles o industrials. Els coberts poden tenir diverses funcions, com emmagatzemar eines, guardar vehicles o oferir refugi temporal.

## Tipus
Els coberts varien considerablement de grandària i de tècnica de construcció des de petites estructures amb sostres de llauna oberts per una banda a grans estructures de fusta amb sostres de teules coberts, finestres i preses de corrent.

### Coberts domèstics petits
Els coberts són utilitzats per emmagatzemar eines de la llar i jardí i equips com un tallagespa, tractors de gespa, i subministraments de jardineria. A més, els coberts s'hi poden emmagatzemar objectes o productes que no són adequats per a l'emmagatzematge d'interior, com gasolina, pesticides, o herbicides.
Quan un cobert és utilitzat per a emmagatzematge d'eines, prestatges i ganxos són utilitzats sovint per maximitzar l'espai. Els coberts amb estil Grambrel, que s'assemblen amb l'estil neerlandès, té una línia de sostre que augmenta l'espai d'emmagatzematge.

### Coberts domèstics grans

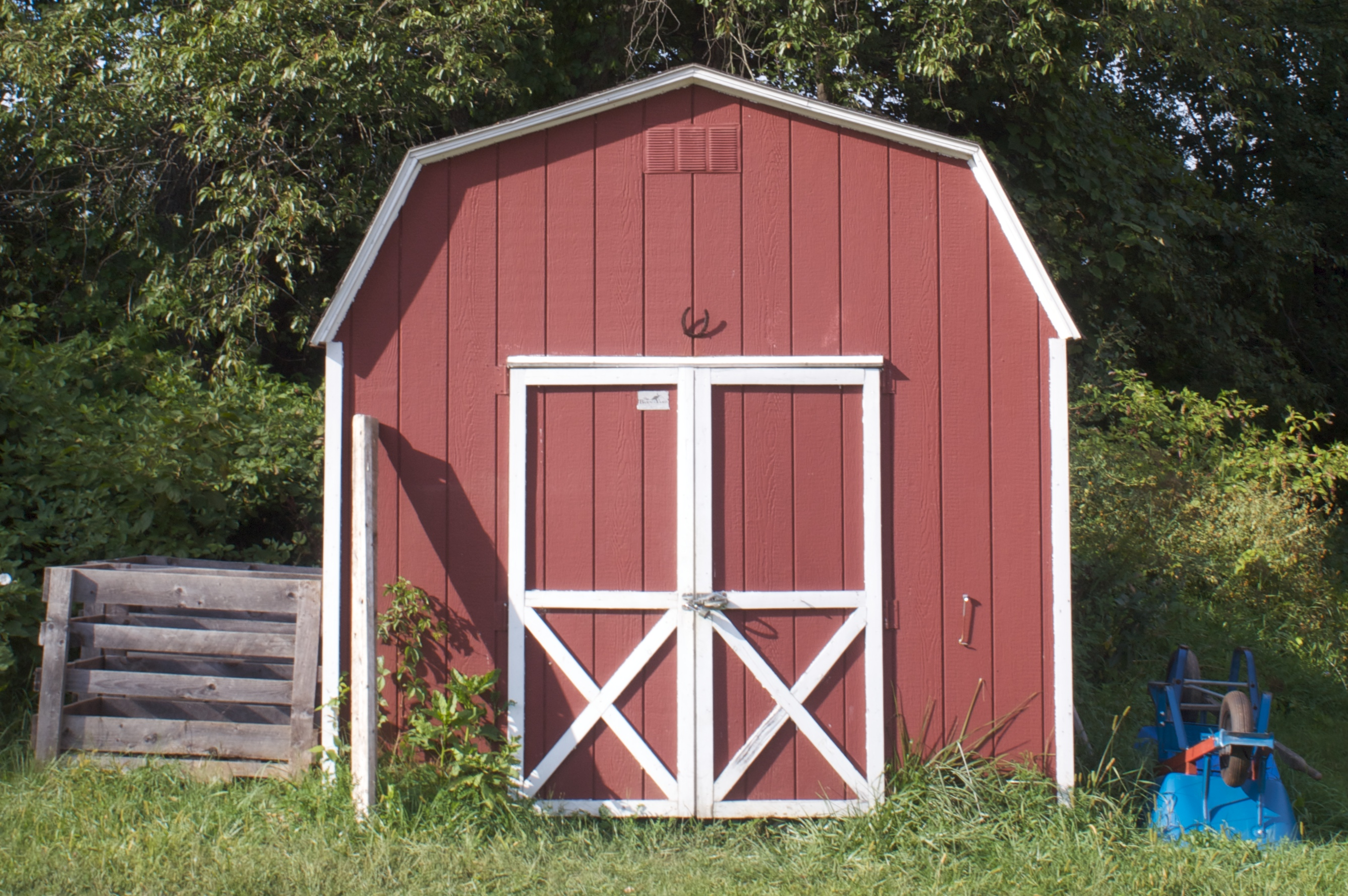
Cobert per jardí amb sostre de tipus holandès

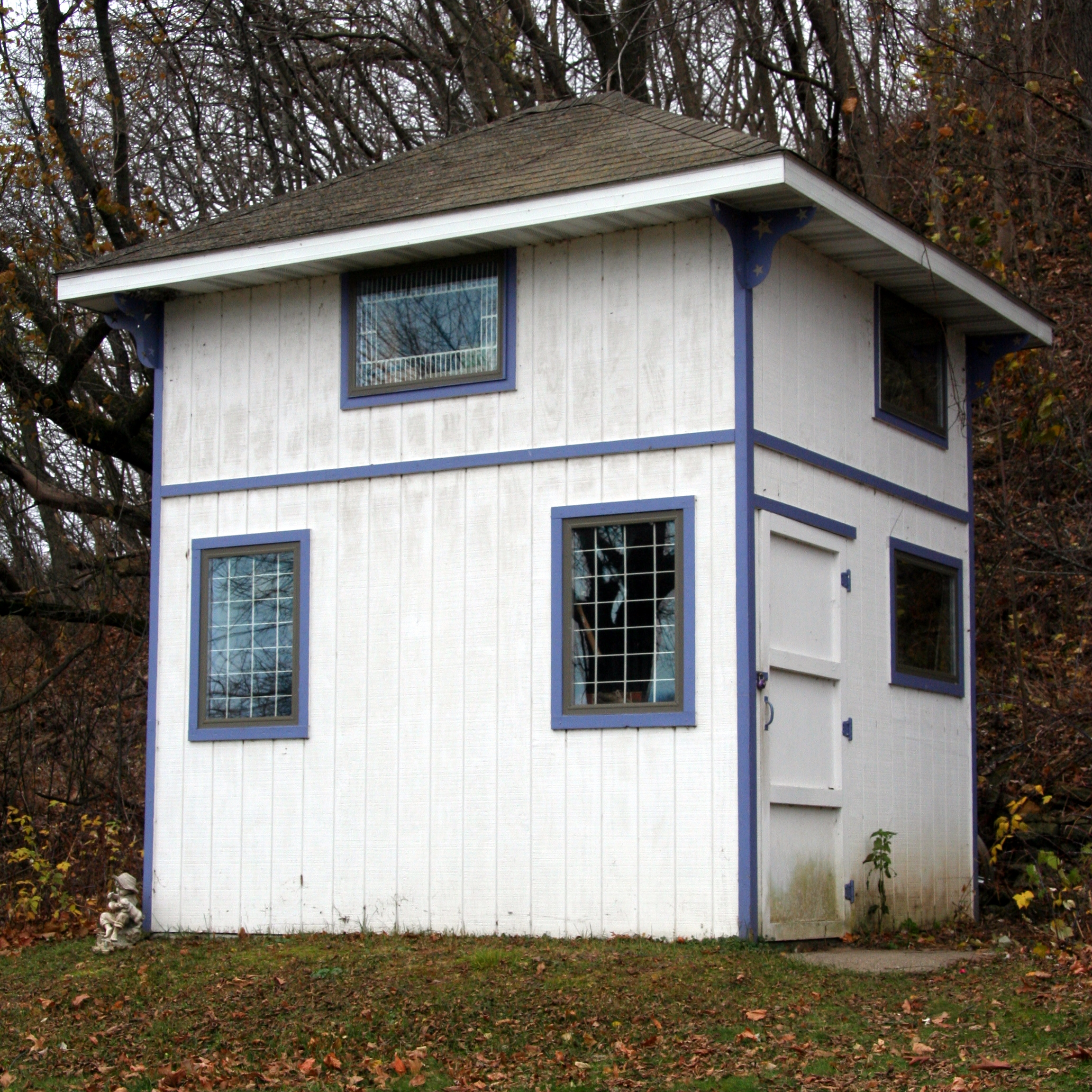
Un cobert alt amb finestres i un sostre de teules

Coberts més grans i més costosos són típicament construïts de fusta i inclou elements de la construcció d'habitatges, com finestres, un sostre de teules, i elèctricitat.
Els propietaris dels coberts poden personalitzar els coberts de fusta perquè coincideixin amb les característiques (per exemple, els revestiments, les motllures, etc.) De la casa principal. Un nombr d'opcions decoratives poden ser agregades als coberts com les claraboies, persianes, les caixes de flors, les rematades i els penells. A més, opcions pràctiques poden ser agregades com bancs, rampes, sistemes de ventilació (per exemple, en casos on hi ha un escalfador de piscina en un cobert), i il·luminació elèctrica. Els coberts dissenyats per al jardí, sovint porten finestres o claraboies per il·luminar, reixetes de ventilació.

### Coberts d'ús específic

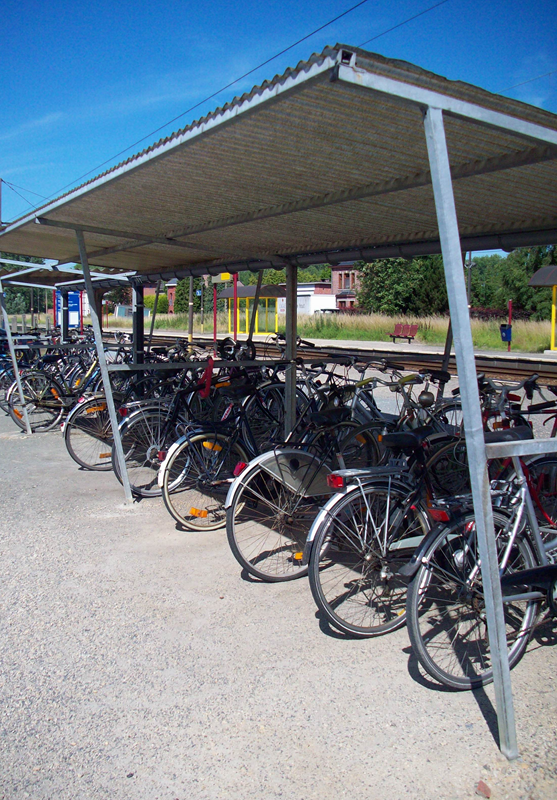
Un cobert de bicicletes.

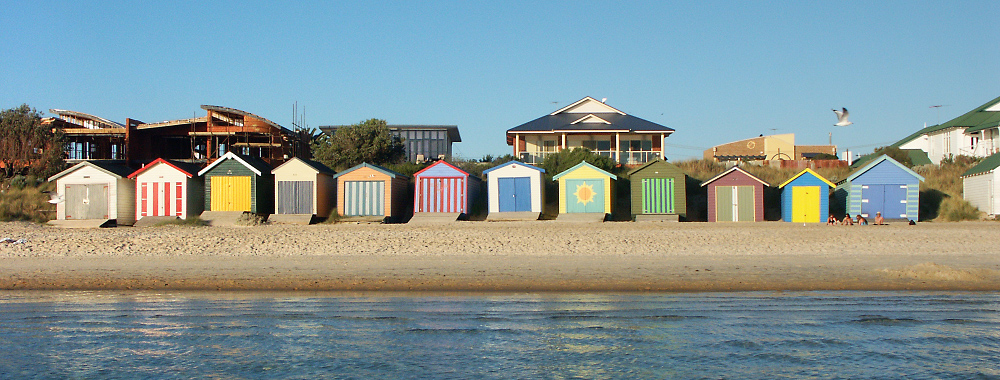
Coberts de baixells a la platja d'Edithvale, Victòria, Austràlia.

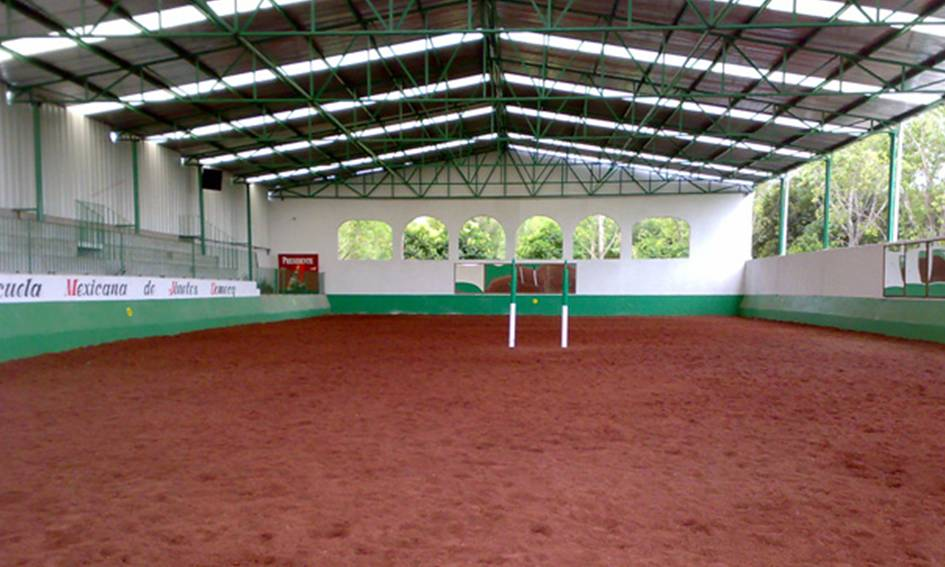
Picador modern, cobert i ventilat.

- Coberts de jardí  - La gran majoria dels hangars són coberts de jardí, incloent vessants. Aquesta classe de coberts inclouen hangars per testos i coberts per eines. La majoria dels jardins són massa petits per més d'un sol cobert, amb eines de jardí.

- Coberts de bicicletes  - Sol contenir un marc en el qual les bicicletes poden ser recolzades i assegurades. Els coberts de bicicletes poden ser només una simple teulada o tenir estructures més complexes amb parets i portes de seguretat.

- Coberts de vaixells  - Són coberts de fusta que es poden tancar i ser construïts prop d'un cos d'aigua per emmagatzemar petites embarcacions privades, vestits de bany, i articles relacionats. Els coberts de vaixells són utilitzats per clubs de rem i són estructures grans per a emmagatzematge de pots.

- Coberts agrícoles

Els coberts agrícoles i altres dependències són utilitzades per emmagatzemar maquinària agrícola, eines, tractors, fenc, i subministraments, o per cavalls, bestiar, aviram o altres animals de granja. Són estructures de tres costats amb una cara oberta utilitzat per cavalls i el bestiar.
Els coberts de xolla poden ser grans coberts per ovelles.
- Coberts de ferrocarril

Aquests coberts poden ser utilitzats per al manteniment o l'emmagatzematge de locomotores de ferrocarril. A la Gran Bretanya se'ls crida també dipòsits de força motriu.
Els coberts de productes són edificis de tren dissenyats per a l'emmagatzematge de mercaderies, abans o després del transport en un tren.
Els coberts per neu de fusta són fortament construïts o túnels de concret reforçats que protegeixen les vies del tren (o camins) dels allaus.
- Coberts diversos

En les casernes del segle xix, els coberts eren utilitzats com edificis auxiliars per a diversos propòsits. La caserna d'Artilleria Reial a Halifax era utilitzat com coberts d'armes, de transport, com tallers de reparació, de rodes, de vagons i cellers.
- Picador

Una estructura simple de sostre obert, o una part emmurallada o totalment tancada sota una zona coberta. Pot ser utilitzat per muntar a cavall en llocs eqüestres. Proporciona un ús tot l'any amb facilitat per a la protecció de la intempèrie.
- Riurau

El riurau és una construcció característica de l'arquitectura rural de diverses comarques del País Valencià, sobretot a la Marina Alta, que té la funció de proporcionar aixopluc als canyissos amb pansa mentre plou o fa humitat.